# Gosford
Gosford é uma cidade do estado de Nova Gales do Sul na Austrália. Localiza-se a aproximadamente 70 km do centro financeiro de Sydney. É a principal cidade da Costa Central da Nova Gales do Sul. Sua população é de 4873 habitantes (2021), e sua área de 1.028 km².